# Onthophagus osculatii
Onthophagus osculatii es una especie de insecto del género Onthophagus, familia Scarabaeidae, orden Coleoptera.

Fue descrita científicamente por Guérin-Méneville en 1855.